# Miomantis caffra
Miomantis caffra (лат.) — вид богомолов из семейства Miomantidae, обитающий в Южной Африке, а также завезённый в Новую Зеландию, Австралию и на юго-запад Европы.

## Внешний вид и строение
Среднего размера богомолы с телом от зеленой до светло-бурой окраски. Переднеспинка длинная и тонкая. На внутренней поверхности тазиков передних ног 4-6 черных пятен. На передних бедрах 2 небольших темных отметины. Крылья самок укорочены, они неспособны к полету.

## Образ жизни
У этих богомолов развит половой каннибализм. Самки очень агрессивны и часто съедают самца еще до оплодотворения. Самки этого вида способны откладывать партеногенетические яйца, из которых личинки развиваются без оплодотворения.
Оотека широкая, с гладкими краями, закругленным передним краем и вытянутым в рукоятку задним, светло-коричневая. Личинки выходят из оотеки в течение 2-3 недель. Они серо-бурого цвета, с поперечными полосами на ногах, брюшко задрано вверх. Личинки старшего возраста бледно-зеленые или соломенно-бурые, иногда с продольными полосами на теле.

## Распространение
Miomantis caffra происходит из Южной Африки. В 1978 году завезен в Новую Зеландию, где вытесняет единственный аборигенный вид богомолов Orthodera novaezealandiae. В 2014 году обнаружен в Португалии вблизи Лиссабона. В 2022 году также описан как стабильно распространённый вид в Австралии.